# باري رايت
باري رايت (بالإنجليزية: Barrie Wright)‏ (6 نوفمبر 1945 ببرادفورد في المملكة المتحدة - ) هو لاعب كرة قدم بريطاني في مركز الظهير. لعب مع برايتون أند هوف ألبيون وليدز يونايتد ونادي هارتلبول يونايتد ونادي غاينسبورو ترينيتي ونيويورك جنرالز ‏ وThackley A.F.C. ‏ ونادي برادفورد بارك أفنيو.